# Ultraphon

Label einer Schellackplatte von Ultraphon, 1930

Ultraphon ist die Bezeichnung für ein Gerät zum Abspielen von Schallplatten und für ein Plattenlabel.

## Das Ultraphon
Der Berliner Erfinder Heinrich J. Küchenmeister (* 1893, Berlin, † 1966, Hamburg) entwickelte Anfang der 1920er Jahre das „Ultraphon“, ein Abspielgerät für Schallplatten in einem runden Gehäuse mit 2 Schalldosen, 2 Tonarmen und 2 rechtwinklig versetzten Schall-Öffnungen. Beide Nadeln laufen in einen festen Abstand durch die gleiche Rille, wodurch bei der Wiedergabe durch die jeweils eigenen Schalltrichter eine geringe Zeitverschiebung des Tonsignals erreicht wird. Dadurch wird einerseits ein Gewinn an Lautstärke erzielt, andererseits ein „Raumklang“ bzw. Pseudo-Stereoeffekt erzeugt.
Die „Deutsche Ultraphon AG“, deren Zweck die Produktion dieser Sprechmaschinen war, wurde am 13. August 1925 in Berlin-Lichtenberg gegründet, Hauptaktionär war Heinrich Küchenmeister.
Da der geschäftliche Erfolg der Erfindung gering war, ging man bald dazu über, konventionelle Geräte mit nur einem Tonarm/Schalltrichter zu bauen. Ab 1928 übernahm die Küchenmeister-Firma „BERTONA – Berliner Tonapparate-Fabrik GmbH“ die Herstellung. Sie stellte Anfang 1932 die Produktion ein.

## Deutsche Ultraphon AG
In Zusammenarbeit mit dem holländischen Geschäftsmann und Ingenieur Andreas Struve (* 1882, † 1954) plante Küchenmeister einen multinationalen elektroakustischen Großkonzern  mit eigenständigen Abteilungen für
- Schallplatte und Sprechmaschine
- Radio
- Tonfilm.

Mit überwiegend niederländischem Kapital wurde in Amsterdam als Holding die „N.V. Küchenmeister’s Internationale Maatschappij voor Accoustiek“ gegründet (Mai 1929).
Dazu gehörten für den Bereich des Tonfilms die „N.V. Küchenmeister’s Internationale Maatschappij voor Sprekende Films“ (gegründet Dezember 1927, später Internationale Tobis Maatschappij N.V.) und für die Radioabteilung die „N.V. Küchenmeister’s Internationale Radio Maatschappij“ die allerdings nur das Planungsstadium erreichte.
Die „N.V. Küchenmeister's Internationale Ultraphoon Maatschappij“ vom Oktober 1928 verantwortete den Schallplatten- und Sprechmaschinenbereich.
Anfang 1929 fusionierte die Deutsche Ultraphon AG, Berlin mit Küchenmeisters Internationaler Ultraphoon, Amsterdam. Ziel war der Aufbau einer eigenen Schallplatten-Produktion in Deutschland.
Erste Schallplatten kamen im Herbst 1929 auf den Markt.
Unter der Leitung des Schallplattenproduzenten Herbert Grenzebach (* 1897 Berlin, † 1992 S’Arenal, Mallorca) entstand in kurzer Zeit ein umfangreiches Repertoire.
Zu den Ultraphon-Künstlern gehörten Marlene Dietrich, Joseph Schmidt und Erich Kleiber.
Die Aufnahmen zeichnen sich durch eine ungewöhnlich gute Klangqualität aus. Sie ist das Verdienst der Ultraphon-Tontechniker Hans-Karl von Willisen (* 1906 Berlin-Charlottenburg, † 1966 Wuppertal) und Paul-Günther Erbslöh (* 1905 Barmen, † 2002 Berchtesgadener Land). 
Als Tonstudio nutzte die Aufnahmeabteilung der Ultraphon den Tanzsaal des Gartenlokals „Victoria-Garten“ (auch „Viktoria-Garten“) in Berlin-Wilmersdorf, Wilhelmsaue 114–115.
Aufgrund der unübersichtlichen Konzernkonstruktion geriet die „Deutsche Ultraphon AG“ im Juli 1931 in Zahlungsschwierigkeiten und wurde Anfang 1932 liquidiert.
Im März 1932 kaufte die Telefunken aus der Konkursmasse Matrizen und Presswerke und gründete als „Telefunkenplatte GmbH“ ein eigenes Label.

## Internationale Label
- Frankreich: „Ste. Internationale Ultraphone“ in Villetaneuse (Seine) nahe Paris, 1931–1939 selbständig tätig als „Société Ultraphone Française“
- Niederlande:  „Ultraphon“, Amsterdam
- Schweiz: „Turicaphon AG“, gegründet Oktober 1930 in Zürich
- Tschechoslowakei: Ab 1931 existierte in Prag ein eigenes Ultraphon-Presswerk und ein Tonstudio. Nach dem Konkurs der internationalen Ultraphon erwarb die tschechische Firma Ravitas das Prager Produktionszentrum und die Vertriebsrechte. Inländische Erzeugnisse wurden unter Ultraphon registriert während internationale Musikproduktionen ab 1932 den Namen Supraphon trugen. Das Hoch erlebte das Label in den 1930er Jahren mit dem Verkauf von Klassik- und Jazzaufnahmen. Mit der russischen Besetzung nach dem Zweiten Weltkrieg folgte 1946 die Verstaatlichung. Das Label Ultraphon wurde 1951 abgeschafft. Die Firma Ultraphon A.S. wurde 1967 in Supraphon A.S. umgetauft und ist heute das größte tschechische Schallplattenlabel.[4]